# 1897
| [ Edytuj tabelę ]              | |
| Król Polski (tytularny)        | - 1894 Mikołaj II Romanow 1917 |
| Emir Afganistanu               | - 1880 Abdur Rahman Chan 1901 |
| Współksiążęta Andory           | - 1879 Salvador Casañas i Pagès 1901 - 1895 Félix François Faure 1899                                                                |
| Prezydent Argentyny            | - 1895 José Evaristo Uriburu 1898 |
| Cesarz Austrii                 | - 1848 Franciszek Józef I 1916 |
| Król Bawarii                   | - 1886 Otto 1913 |
| Król Belgów                    | - 1865 Leopold II 1909 |
| Premier Belgii                 | - 1896 Paul de Smet de Naeyer 1899                                                                                                   |
| Prezydent Boliwii              | - 1896 Severo Fernández Alonso 1899                                                                                                  |
| Prezydent Brazylii             | - 1894 Prudente de Morais 1898 |
| Sułtan Brunei                  | - 1885 Hashim Jalilul Alam Aqamaddin 1906                                                                                            |
| Car Bułgarii                   | - 1887 Ferdynand I Koburg 1918 |
| Premier Bułgarii               | - 1894 Konstantin Stoiłow 1899 |
| Prezydent Chile                | - 1896 Federico Errazuriz Echaurren 1901                                                                                             |
| Cesarz Chin                    | - 1875 Guangxu 1908 |
| Premier Czarnogóry             | - 1879 Božo Petrović-Njegoš 1905 |
| Król Czech                     | - 1848 Franciszek Józef I 1916 |
| Król Danii                     | - 1863 Chrystian IX 1906 |
| Premier Danii                  | - 1894 Tage Reedtz-Thott 1897 - 1897 Hugo Egmont Hørring 1900                                                                        |
| Dalajlama                      | - 1876 Thubten Gjaco 1933 |
| Władca Egiptu                  | - 1892 Abbas II Hilmi 1914 |
| Premier Egiptu                 | - 1895 Mustafa Fahmi Pasza 1908 |
| Prezydent Ekwadoru             | - 1895 Eloy Alfaro 1901 |
| Cesarz Etiopii                 | - 1889 Menelik II 1913 |
| Prezydent Francji              | - 1895 Félix François Faure 1899 |
| Premier Francji                | - 1896 Jules Méline 1898 |
| Król Grecji                    | - 1863 Jerzy I 1913 |
| Prezydent Gwatemali            | - 1892 José María Reina Barrios 1898                                                                                                 |
| Prezydent Haiti                | - 1896 Tirésias Simon Sam 1902 |
| Prezydent Hawajów              | - 1894 Sanford B. Dole 1900 |
| Król Hiszpanii                 | - 1886 Alfons XIII 1931 |
| Premier Hiszpanii              | - 1895 Antonio Cánovas del Castillo 1897 - 1897 Marcelo Azcárraga Palmero p.o. 1897 - 1897 Práxedes Mateo Sagasta 1899               |
| Król Holandii                  | - 1890 Wilhelmina 1948 |
| Premier Holandii               | - 1894 Joan Röell 1897 - 1897 Nicolaas Pierson 1901                                                                                  |
| Prezydent Hondurasu            | - 1894 José Policarpo Bonilla Vásquez 1899                                                                                           |
| Szach Iranu                    | - 1896 Mozaffar ad-Din 1907 |
| Król Irlandii                  | - 1837 Wiktoria Hanowerska 1901 |
| Cesarz Japonii                 | - 1867 Mutsuhito 1912 |
| Premier Japonii                | - 1896 Masayoshi Matsukata 1898 |
| Kalif                          | - 1876 Abdülhamid II 1909 |
| Premier Kanady                 | - 1896 Wilfrid Laurier 1911 |
| Emir Kataru                    | - 1878 Kasim ibn Muhammad Al Sani 1913                                                                                               |
| Prezydent Kolumbii             | - 1896 Miguel Antonio Caro 1898 |
| Patriarcha Konstantynopola     | - 1895 Antym VII 1897 - 1897 Konstantyn V 1901                                                                                       |
| Władca Korei                   | - 1863 Kojong 1907 |
| Prezydent Kostaryki            | - 1894 Rafael Yglesias Castro 1902                                                                                                   |
| Emir Kuwejtu                   | - 1896 Mubarak 1899 |
| Prezydent Liberii              | - 1896 William Coleman 1900 |
| Książę Liechtensteinu          | - 1858 Jan II Dobry 1929 |
| Wielki książę Luksemburga      | - 1890 Adolf 1905 |
| Premier Luksemburga            | - 1888 Paul Eyschen 1915 |
| Sułtan Maroka                  | - 1894 Abd al-Aziz IV 1908 |
| Prezydent Meksyku              | - 1884 Porfirio Díaz 1911 |
| Książę Monako                  | - 1889 Albert I 1922 |
| Król Nepalu                    | - 1881 Prithvi 1911 |
| Premier Nepalu                 | - 1885 Bir Shumsher Jang Bahadur Rana 1901                                                                                           |
| Cesarz Niemiec                 | - 1888 Wilhelm II Hohenzollern 1918                                                                                                  |
| Kanclerz Niemiec               | - 1894 Chlodwig Hochenlohe- -Schillingsfürst 1900                                                                                    |
| Prezydent Nikaragui            | - 1893 José Santos Zelaya 1909 |
| Król Norwegii                  | - 1872 Oskar II 1905 |
| Premier Nowej Zelandii         | - 1893 Richard Seddon 1906 |
| Sułtan Omanu                   | - 1888 Fajsal ibn Turki 1913 |
| Papież                         | - 1878 Leon XIII 1903 |
| Prezydent Paragwaju            | - 1894 Juan Bautista Egusquiza 1898                                                                                                  |
| Prezydent Peru                 | - 1895 Nicolás de Piérola 1899 |
| Król Portugalii                | - 1889 Karol 1908 |
| Król Prus                      | - 1888 Wilhelm II 1918 |
| Car Rosji                      | - 1894 Mikołaj II 1917 |
| Król Rumunii                   | - 1881 Karol I 1914 |
| Premier Rumunii                | - 1896 Petre S. Aurelian 1897 - 1897 Dimitrie Sturdza 1899                                                                           |
| Król Saksonii                  | - 1873 Albert I Wettyn 1902 |
| Prezydent Salwadoru            | - 1894 Rafael Antonio Gutiérrez 1898                                                                                                 |
| Kapitanowie Regenci San Marino | - 1896 Menetto Bonelli Marino Babboni 1897 - 1897 Luigi Tonnini Teodoro Ceccoli 1897 - 1897 Antonio Belluzzi Pasquale Busignani 1898 |
| Król Serbii                    | - 1889 Aleksander Obrenowić 1903 |
| Prezydent Szwajcarii           | - 1897 Adolf Deucher 1897 |
| Król Szwecji                   | - 1872 Oskar II 1907 |
| Premier Szwecji                | - 1891 Erik Gustaf Boström 1900 |
| Król Tajlandii                 | - 1868 Chulalongkorn 1910 |
| Król Tonga                     | - 1893 Jerzy Tupou II 1918 |
| Premier Tonga                  | - 1893 Siosateki Veikune 1905 |
| Sułtan Turków                  | - 1876 Abdülhamid II 1909 |
| Prezydent Urugwaju             | - 1894 Juan Idiarte Borda 1897 - 1897 Juan Lindolfo Cuestas (p.o.) 1899                                                              |
| Prezydent USA                  | - 1893 Grover Cleveland 1897 - 1897 William McKinley 1901                                                                            |
| Prezydent Wenezueli            | - 1892 Joaquín Crespo 1898 |
| Król Węgier                    | - 1848 Franciszek Józef I 1916 |
| Premier Węgier                 | - 1895 Dezső Bánffy 1899 |
| Monarcha Wielkiej Brytanii     | - 1837 Wiktoria 1901 |
| Premier Wielkiej Brytanii      | - 1895 Robert Gascoyne-Cecil 1902 |
| Król Włoch                     | - 1878 Humbert I 1900 |

Rok 1897 / MDCCCXCVII
stulecia: XVIII wiek ~
XIX wiek ~
XX wiek

dziesięciolecia:
1860–1869 •
1870–1879 •
1880–1889 •
1890–1899
• 1900–1909
• 1910–1919
• 1920–1929

lata: 1887 «
1892 «
1893 «
1894 «
1895 «
1896 «
1897
» 1898
» 1899
» 1900
» 1901
» 1902
» 1907

## Wydarzenia w Polsce
- 6 lutego – zainaugurował działalność Teatr Zagłębia w Sosnowcu.
- 1 kwietnia – we Wrocławiu powstał niemiecki klub piłkarski SV Blitz Breslau.
- 10 kwietnia – w Jeleniej Górze uruchomiono komunikację tramwajową.
- 4 maja – w Szczecinie zwodowano transatlantyk SS „Kaiser Wilhelm der Große”.
- 20 czerwca – w Gorzowie Wielkopolskim odsłonięto Fontannę Pauckscha.
- 22 czerwca – otwarto Nową Synagogę w Opolu.
- 24 czerwca – premiera Stepu Zygmunta Noskowskiego – pierwszego polskiego poematu symfonicznego.
- Lipiec – pierwsze kobiety uzyskały stopień magistra farmacji na UJ.
- 18 lipca – otwarto schronisko Beskidenvereinu na Szyndzielni, istniejące do dziś jako schronisko PTTK na Szyndzielni.
- 22 lipca – w Warszawie została otwarta pierwsza stacja pogotowia ratunkowego.
- 29 lipca/30 sierpnia – w Karkonoszach doszło do oberwania chmury, w wyniku czego doszło do Wielkiej Powodzi
- 6 sierpnia – Adam Asnyk został pochowany w Krypcie Zasłużonych na Skałce.
- 7 października – Wilno: został założony Bund – międzynarodowy żydowski związek robotniczy.
- 17 października – oddano do użytku ratusz w Bielsku-Białej.
- Założono miejscowość Konstancin.

## Wydarzenia na świecie
- 14 stycznia – Szwajcar Matthias Zurbriggen zdobył Aconcaguę w Andach, najwyższy szczyt półkuli południowej (6962 m n.p.m.).
- 21 stycznia – na Krecie wylądowały oddziały greckie z zamiarem wsparcia antytureckiego powstania i zjednoczenia wyspy z Grecją.
- 10 lutego – na Madagaskarze proklamowano wolność religijną.
- 28 lutego – ostatnia królowa Madagaskaru Ranavalona III została zmuszona przez Francuzów do zrzeczenia się tronu i emigracji.
- 4 marca – William McKinley został 25. prezydentem Stanów Zjednoczonych.
- 14 marca – odbyło się pierwsze wykonanie hymnu Gwatemali.
- 1 kwietnia – japońskie Nagano otrzymało prawa miejskie.
- 3 kwietnia – założono Stowarzyszenie Secesji Wiedeńskiej.
- 14 kwietnia – papież Leon XIII podniósł diecezję Montevideo do rangi archidiecezji metropolitalnej.
- 17 kwietnia – rzekoma katastrofa UFO w miejscowości Aurora w Teksasie.
- 19 kwietnia – I Maraton Bostoński wygrał Amerykanin John J.McDermott w czasie 2:55.10 s. (dystans 38,2 km był o ok. 4 km krótszy niż klasyczny maraton).
- 30 kwietnia – Dimitrios Ralis został premierem Grecji.
- 4 maja – Paryż: 121 osób zginęło w pożarze spowodowanym zapaleniem się taśmy filmowej podczas pokazu kinowego.
- 6 maja – w Wenecji odbyła się premiera opery Cyganeria Ruggera Leoncavalla.
- 10 maja – uchwalono niemiecki Kodeks handlowy.
- 11 maja – Carl Hagenbeck, niemiecki treser zwierząt i założyciel hamburskiego ogrodu zoologicznego ogłosił, że dokonał skrzyżowania lwa z tygrysicą. Tak powstał legrys, największy dziki kot świata.
- 12 maja – w Holandii znaleziono mumię bagienną Dziewczyny z Yde.
- 16 maja – wszedł do służby hiszpański krążownik pancerny „Cristóbal Colon”.
- 17 maja – został zwodowany USS „Holland”, pierwszy okręt podwodny pełniący służbę w US Navy i jednocześnie pierwszy na świecie wcielony do służby, w którym zastosowano napęd spalinowy na powierzchni i elektryczny w zanurzeniu.
- 18 maja:
  - opublikowano Drakulę, powieść irlandzkiego pisarza Brama Stokera.
  - grupa hiszpańskich emigrantów założyła w stolicy Chile Santiago klub piłkarski Unión Española.
- 20 maja – w szwajcarskim St. Gallen uruchomiono komunikację tramwajową.
- 23 maja – Hugo Egmont Hørring został premierem Danii.
- 27 maja – Piotr Fourier i Antoni Maria Zaccaria zostali kanonizowani przez papieża Leona XIII.
- 29 maja – założono szwedzki klub piłkarski IFK Norrköping.
- 2 czerwca:
  - Guglielmo Marconi uzyskał patent na radio.
  - Mark Twain w odpowiedzi na pogłoski o swojej śmierci opublikował na łamach New Your Journal sprostowanie „Wiadomości o mojej śmierci są przesadzone”, które stało się słynnym powiedzeniem.
- 6 czerwca – uruchomiono komunikację tramwajową we francuskim Limoges.
- 12 czerwca – opatentowano szwajcarski nóż oficerski.
- 18 czerwca – został założony Cesarski Uniwersytet w Kioto (Japonia).
- 3 lipca – na wiedeńskim Praterze uruchomiono diabelski młyn.
- 11 lipca – rozpoczęła się nieudana szwedzka wyprawa balonem wodorowym na biegun północny, w czasie której zginęła cała trzyosobowa załoga.
- 13 lipca – Guglielmo Marconi otrzymał w USA patent na telegraf bez drutu (No. 586,193).
- 18 lipca – otwarto stadion Parc des Princes w Paryżu.
- 4 sierpnia – w Hiszpanii znaleziono rzeźbę znaną jako Dama z Elche, wybitne dzieło sztuki Iberów.
- 10 sierpnia – niemiecki chemik Felix Hoffmann otrzymał w laboratorium kwas acetylosalicylowy, który wszedł do handlu jako lek przeciwbólowy Aspiryna.
- 16 sierpnia – rozpoczęła się belgijska wyprawa antarktyczna, w której wzięli udział Henryk Arctowski i Antoni Bolesław Dobrowolski. Wyprawa dowiodła, że człowiek jest w stanie przetrwać antarktyczną zimę wraz z towarzyszącą jej nocą polarną.
- 21 sierpnia – Felix Hoffmann (chemik w firmie Bayer AG) stworzył substancję o nazwie dwuacetylomorfina, wprowadzoną na rynek pod nazwą „heroina” bez testów klinicznych jako nowy „rewelacyjny środek na kaszel”, zdelegalizowano ją w 1931.
- 30 sierpnia – Madagaskar: w bitwie pod Ambiky Francuzi pokonali wojowników z plemienia Sakalawa.
- 31 sierpnia – w Bazylei rozpoczął się zorganizowany przez Theodora Herzla Pierwszy Kongres Syjonistyczny, na którym powołano Światową Organizację Syjonistyczną.
- Wrzesień – powstał Bund (Ogólnożydowski Związek Robotniczy w Polsce i Rosji).
- 10 września – w Pensylwanii w USA oddział policyjny zastrzelił dziewiętnastu nieuzbrojonych górników.
- 1 listopada – założono klub piłkarski Juventus F.C.
- 5 listopada – podpisano układ między Włochami a Austro-Węgrami dot. uzgodnienia wpływów kulturalnych i ekonomicznych obu państw w Albanii.
- 14 listopada – niemiecka piechota morska zajęła Jiaozhou.
- 23 listopada – Auguste Charlois odkrył planetoidę Lotis.
- 28 listopada – Kazimierz Badeni został zdymisjonowany ze stanowiska premiera Austrii.
- 29 listopada – niemiecki statek pasażerski SS „Kaiser Wilhelm der Große” zdobył Błękitną Wstęgę Atlantyku.
- 4 grudnia – wojna grecko-turecka: Grecja po klęsce zapłaciła 4 mln funtów tureckich odszkodowania i odstąpiła Turcji pas graniczny (pow. 55 km²) dla celów wojskowych.
- 12 grudnia – założono miasto Belo Horizonte w Brazylii.
- 27 grudnia – w Paryżu odbyła się premiera sztuki Cyrano de Bergerac Edmonda Rostanda.
- Początek budowy wschodniochińskiej linii kolejowej przez terytorium Rosji. Napływ do Mandżurii Rosjan i Polaków.
- Nasilenie buntów niezależnych plemion afgańskich przeciwko Wielkiej Brytanii z powodu próby zmiany granicy ustanowionej w 1893.
- IV zjazd Szwedzkiej Partii Socjaldemokratycznej.
- Założenie amerykańskiej Partii Socjaldemokratycznej z E. Debsem na czele.
- Pierwszy kongres syjonistyczny w Bazylei.
- Pierwszy kongres pszczelarski Apimondia (Bruksela).
- Rosja zajęła Port Arthur, opuszczony przez Japończyków. Początek podziału Chin na główne strefy wpływów pomiędzy Wielką Brytanię, Japonię, USA, Niemcy i Rosję.
- W.J. Dibdin zastosował bakterie do oczyszczania ścieków.
- Joseph John Thomson odkrył istnienie elektronów.
- Rudolf Diesel skonstruował pierwszy w pełni udany silnik wysokoprężny.
- W Europie Zachodniej opanowano i zastosowano w praktyce proces elektrolizy wodoru z wody, co obniżyło koszty pozyskania tego gazu (np. balony napełniane wodorem).
- Pierwsze w Niemczech wyścigi samochodowe na trasie Berlin-Lipsk wygrał F. Held w samochodzie Benz.
- Pierwszy górski wyścig samochodowy rozegrano na 233 km trasie Marsylia-Nicea-la Turbie. Triumfował Francuz, ks. de Chasseloup-Laubat, na parowym pojeździe De Dion.
- Ludność Szwecji przekroczyła 5 mln osób (5009,6 tys.).

## Urodzili się
- 1 stycznia:
  - Ana Aslan, rumuńska lekarka (zm. 1988)
  - Mieczysław Jagoszewski, polski dziennikarz, eseista, poeta, działacz społeczny (zm. 1987)
  - Eugeniusz Małaczewski, polski pisarz (zm. 1922)
  - Bolesław Wydra, polski działacz niepodległościowy (zm. ?)
- 3 stycznia:
  - Dorothy Arzner, amerykańska reżyserka, montażystka i scenarzystka filmowa (zm. 1979)
  - Marion Davies, amerykańska aktorka, scenarzystka, producentka filmowa, filantropka (zm. 1961)
  - Pola Negri, polska aktorka, jedna z najsławniejszych gwiazd kina niemego (zm. 1987)
- 4 stycznia:
  - Chen Cheng, chiński polityk, wiceprezydent i premier Republiki Chińskiej (zm. 1965)
  - Stanisław Dzienisiewicz, polski komandor (zm. 1979)
- 5 stycznia:
  - Dragutin Friedrich, chorwacki piłkarz, hokeista, tenisista, lekkoatleta (zm. 1980)
  - Kacper Garlewicz, polski działacz komunistyczny, oficer polityczny „ludowego” WP (zm. 1969)
  - Henryk Kowalówka, polski pułkownik piechoty (zm. 1944)
  - Amelia Peláez, kubańska malarka (zm. 1968)
  - Antoni Tworek, polski duchowny katolicki, Sługa Boży (zm. 1942)
- 6 stycznia – Ferenc Szálasi, węgierski polityk, przywódca Węgier, kolaborant III Rzeszy (zm. 1946)
- 7 stycznia – Jazep Adamowicz, białoruski polityk komunistyczny, premier Białoruskiej SRR (zm. 1937)
- 8 stycznia:
  - Kazimierz Brodzikowski, polski aktor, reżyser teatralny (zm. 1979)
  - Walter Gramatté, niemiecki malarz, rysownik, grafik (zm. 1929)
  - Franciszek Pióro, polski komandor (zm. 2002)
- 9 stycznia – Jerzy Zbigniew Ostrowski, polski pisarz (zm. 1942)
- 10 stycznia:
  - Tadeusz Niemców, polski podporucznik (zm. 1920)
  - Lia de Putti, węgierska aktorka (zm. 1931)
- 11 stycznia – Kazimierz Nowak, polski podróżnik (zm. 1937)
- 12 stycznia – Fritz Gäbler, niemiecki polityk, dziennikarz (zm. 1974)
- 13 stycznia – Kazimierz Chrzanowski, polski aktor, autor tekstów piosenek (zm. 1982)
- 14 stycznia:
  - Vaso Čubrilović, serbski zamachowiec, polityk jugosłowiański (zm. 1990)
  - Hasso von Manteuffel, niemiecki generał porucznik, polityk (zm. 1978)
- 15 stycznia:
  - Nicholas Kao Se Tseien, chiński duchowny katolicki, superstulatek (zm. 2007)
  - Xu Zhimo (chin. upr. 徐志摩), chiński poeta Ruchu Nowej Kultury (zm. 1931)
- 16 stycznia:
  - Walentin Katajew, rosyjski pisarz (zm. 1986)
  - Gustaw Łowczowski, polski generał brygady (zm. 1984)
  - Eva Gabriele Reichmann, niemiecka historyk, socjolog (zm. 1998)
- 17 stycznia:
  - Antoni Kaczmarczyk, podpułkownik piechoty Wojska Polskiego, kawaler Virtuti Militari (zm. ?)
  - Marcel Petiot, francuski seryjny morderca (zm. 1946)
- 18 stycznia – Anton Łopatin, radziecki generał porucznik (zm. 1965)
- 19 stycznia:
  - Leo Adler, austriacki malarz, grafik (zm. 1987)
  - Károly Kerényi, węgierski mitograf pochodzenia niemieckiego (zm. 1973)
  - Emil Maurice, niemiecki zegarmistrz, funkcjonariusz nazistowski, szef sztabu SA (zm. 1972)
  - Max Tau, niemiecko-norweski pisarz, publicysta, edytor pochodzenia żydowskiego (zm. 1976)
- 20 stycznia:
  - Gordiej Lewczenko, radziecki admirał (zm. 1981)
  - Zygmunt Sajna, polski duchowny katolicki, męczennik, błogosławiony (zm. 1940)
- 21 stycznia:
  - René Iché, francuski rzeźbiarz (zm. 1954)
  - Ernest Thomas Morrow, kanadyjski pilot wojskowy, as myśliwski (zm. 1949)
  - J. Carrol Naish, amerykański aktor (zm. 1973)
- 22 stycznia:
  - Arthur Greiser, niemiecki polityk, namiestnik Rzeszy, prezydent Gdańska (zm. 1946)
  - Rosa Ponselle, amerykańska śpiewaczka operowa (sopran dramatyczny) (zm. 1981)
- 24 stycznia:
  - Angelo De Martini, włoski kolarz torowy (zm. 1979)
  - Paul Fejos(inne języki), amerykański reżyser filmowy pochodzenia węgierskiego (zm. 1963)
  - José Alfredo López, argentyński piłkarz (zm. 1969)
- 25 stycznia:
  - Romuald Jaworski, polski major kawalerii (zm. 1940)
  - Mieczysław Manek, kapitan saperów Wojska Polskiego, inżynier (zm. 1966)
- 26 stycznia:
  - Jakow Ałksnis, radziecki komandarm, polityk (zm. 1938)
  - Erwin Blumenfeld, amerykański fotografik pochodzenia niemieckiego (zm. 1969)
  - Władysław Grela, legionista, policjant, odznaczony Virtuti Militari (zm. 1940 – zamordowany w Charkowie)
  - Iwan Kulik, radziecki polityk, poeta, prozaik (zm. 1937)
- 27 stycznia:
  - Karel Lamač, czeski aktor, reżyser, scenarzysta i producent filmowy (zm. 1952)
  - Richard Stokes, brytyjski polityk (zm. 1957)
  - Kurt Wüsthoff, niemiecki pilot wojskowy, as myśliwski (zm. 1926)
- 28 stycznia:
  - Iwan Iwanow, radziecki generał porucznik (zm. 1968)
  - Jan Szmurło, polski adwokat (zm. 1985)
- 29 stycznia:
  - Antoni Górniewicz, kapitan piechoty Wojska Polskiego, odznaczony Virtuti Militari (zm. 1940 – zamordowany w Charkowie)
  - Ole Olsen, norweski łyżwiarz szybki (zm. 1924)
- 31 stycznia – Piotr Chojnacki, polski duchowny katolicki, teolog, historyk filozofii, etyk, psycholog, wykładowca akademicki (zm. 1969)
- 2 lutego – Ulises Poirier, chilijski piłkarz (zm. 1977)
- 4 lutego:
  - Stanisław Ballin, polski polityk, poseł na Sejm RP (zm. 1937)
  - Ludwig Erhard, niemiecki ekonomista, polityk, kanclerz Niemiec (zm. 1977)
  - Carl Frederick Falkenberg, kanadyjski kapitan pilot, as myśliwski (zm. 1980)
- 5 lutego:
  - Jorge Herrán, urugwajski architekt (zm. 1969)
  - Dirk Stikker, holenderski bankier, przemysłowiec, dyplomata, polityk (zm. 1979)
- 6 lutego:
  - Millard Caldwell, amerykański prawnik, polityk (zm. 1984)
  - Alberto Cavalcanti(inne języki), brazylijski reżyser filmowy (zm. 1982)
  - Cornelius Eduardus Hermans, flamandzki działacz narodowy, pisarz, poeta, wydawca (zm. 1992)
- 7 lutego:
  - Wanda Burdon, polska wywiadowczyni i łączniczka Polskiej Organizacji Wojskowej, dama Orderu Virtuti Militari (zm. 1920)
  - Antonio Cámpolo, urugwajski piłkarz (zm. 1959)
  - Romuald Adam Cebertowicz, polski inżynier hydrotechnik, polityk, poseł na Sejm PRL (zm. 1981)
  - Aleksandr Czyżewski(inne języki), rosyjski biofizyk, wynalazca, malarz (zm. 1964)
  - Ernst Kloss, niemiecki historyk sztuki (zm. 1945)
  - Ryszard Sikorski, polski oficer żandarmerii (zm. 1940)
  - Walenty Szała, polski podporucznik (zm. 1987)
- 8 lutego:
  - Eufrazjusz od Dzieciątka Jezus, hiszpański karmelita, męczennik, błogosławiony katolicki (zm. 1934)
  - Zakir Hussain, indyjski polityk, prezydent Indii (zm. 1969)
  - Stanisław Milski, polski aktor (zm. 1972)
- 9 lutego – James Stuart, brytyjski arystokrata, polityk (zm. 1971)
- 10 lutego:
  - Judith Anderson, australijska aktorka (zm. 1992)
  - John Franklin Enders, amerykański mikrobiolog, bakteriolog, laureat Nagrody Nobla (zm. 1985)
  - Karol Świerczewski, generał pułkownik Armii Czerwonej i generał broni ludowego Wojska Polskiego (zm. 1947)
- 11 lutego:
  - Walenty Peszek, polski generał brygady (zm. 1979)
  - Emil Leon Post, amerykański matematyk, logik pochodzenia polsko-żydowskiego (zm. 1954)
- 12 lutego:
  - Břetislav Bakala, czeski dyrygent, pianista, kompozytor (zm. 1958)
  - Louis Buchalter, amerykański gangster pochodzenia żydowskiego (zm. 1944)
  - Józef Konrad Gorski, major dyplomowany artylerii, odznaczony Virtuti Militari (zm. 1940)
- 15 lutego – Julian Ptaszyński, polski oficer kawalerii (zm. 1931)
- 16 lutego:
  - Jan Cybis, polski malarz (zm. 1972)
  - Anna Pankratowa, radziecka historyk i polityk (zm. 1957)
- 17 lutego – Helena Stuchłowa, polska okulistka (zm. 1955)
- 18 lutego – Karol Koranyi, polski prawnik, historyk prawa (zm. 1964)
- 19 lutego:
  - Michał Czartoryski, polski dominikanin, męczennik, błogosławiony katolicki (zm. 1944)
  - Aniela Menkesowa, polska malarka pochodzenia żydowskiego (zm. 1941)
  - Alma Rubens, amerykańska aktorka (zm. 1931)
- 20 lutego – Wanda Pieniężna, polska dziennikarka, działaczka narodowa, polityk (zm. 1967)
- 21 lutego:
  - Jerzy Leporowski, poznański kupiec, taternik (zm. 1928)
  - Celia Lovsky, amerykańska aktorka pochodzenia rosyjskiego (zm. 1979)
  - Franciszek Łukaszczyk, polski lekarz onkolog, wykładowca akademicki, pionier radiolecznictwa, współzałożyciel Instytutu Radowego w Warszawie (zm. 1956)
- 22 lutego – Leonid Goworow, radziecki marszałek, polityk (zm. 1955)
- 26 lutego – Józef Mühlnikiel, polski chorąży pilot (zm. ?)
- 27 lutego:
  - Marian Anderson, amerykańska śpiewaczka operowa (kontralt) (zm. 1993)
  - Bernard Lyot, francuski astronom (zm. 1952)
  - Norman Mawle, australijski pilot wojskowy, as myśliwski (zm. 1971)
  - Polina Żemczużyna, radziecka polityk pochodzenia żydowskiego (zm. 1970)
- 1 marca – Jan Zieja, polski duchowny katolicki, działacz społeczny, tłumacz, publicysta i pisarz religijny (zm. 1991)
- 2 marca – Ignaz Maybaum, austriacki rabin, filozof pochodzenia żydowskiego (zm. 1976)
- 3 marca:
  - Wacław Kotecki, polski major (zm. 1943)
  - Wincenty Skrzypczak, polski szeregowiec, kawaler Orderu Virtuti Militari (zm. 1967)
- 4 marca:
  - Wendelin Dziubek, polski działacz niepodległościowy, twórca i dowódca Legii Spisko-Orawskiej oraz Tajnej Organizacji Wojskowej (zm. 1939)
  - Wasil Szaranhowicz, białoruski i radziecki polityk (zm. 1938)
- 5 marca:
  - Józef Marcinowski, polski duchowny katolicki, teolog, orientalista (zm. 1980)
  - (lub 1898) Song Meiling, tajwańska polityk, pierwsza dama (zm. 2003)
  - Gunta Stölzl, niemiecka artystka, jedyna kobieta kierująca warsztatem na Bauhausie (zm. 1983)
- 6 marca – Zygmunt Strubel, podpułkownik kawalerii Wojska Polskiego, kawaler Orderu Virtuti Militari (zm. 1959)
- 7 marca:
  - Charles J. Fekel, amerykański działacz religijny, członek Ciała Kierowniczego Świadków Jehowy (zm. 1977)
  - Joy Guilford, amerykański psycholog, statystyk, pedagog (zm. 1987)
  - Witold Klepacki, polski pediatra (zm. 1960)
  - Cornelius Righter, amerykański rugbysta, trener (zm. 1985)
- 8 marca – Herbert Otto Gille, niemiecki generał Waffen-SS (zm. 1966)
- 10 marca:
  - Raven von Barnekow, niemiecki pilot wojskowy, as myśliwski (zm. 1941)
  - Henryk Paszkiewicz, polski historyk, mediewista (zm. 1979)
- 11 marca:
  - Henry Cowell, amerykański pianista, kompozytor, muzykolog, teoretyk muzyki, publicysta (zm. 1965)
  - Ilona Duczynska, polsko-węgierska rewolucjonistka, tłumaczka (zm. 1978)
  - Michaił Jefriemow, radziecki generał porucznik (zm. 1942)
- 13 marca:
  - Teofil Biela, polski działacz narodowy, powstaniec śląski (zm. 1939)
  - Tadeusz Vetulani, polski biolog, zootechnik (zm. 1952)
- 14 marca:
  - Bogdan Kamieński, polski fizykochemik (zm. 1973)
  - Maria Valtorta, włoska poetka, pisarka, mistyczka, wizjonerka (zm. 1961)
- 15 marca:
  - Erik Malmberg, szwedzki zapaśnik (zm. 1964)
  - Jackson Scholz, amerykański lekkoatleta, sprinter (zm. 1986)
- 16 marca:
  - Józef Lange, polski kolarz szosowy (zm. 1972)
  - Conrad Nagel, amerykański aktor (zm. 1970)
  - Józef Werakso, polski pilot wojskowy (zm. 1978)
- 17 marca:
  - Artur Gold, polski kompozytor, skrzypek pochodzenia żydowskiego (zm. 1943)
  - Svend Madsen, duński gimnastyk (zm. 1990)
- 18 marca – John Ridley Stroop, amerykański psycholog (zm. 1973)
- 19 marca
  - Józef Birkenmajer, polski slawista, historyk literatury, poeta, tłumacz (zm. 1939)
  - Betty Compson, amerykańska aktorka (zm. 1974)
  - Joseph Darnand, francuski polityk, członek kolaboracyjnych władz Vichy (zm. 1945)
- 22 marca – Ludwik Dujanowicz, kapitan Wojska Polskiego, kawaler Orderu Virtuti Militari (zm. ?)
- 28 marca – Jerzy Zabielski, polski major, szablista (zm. 1958)
- 2 kwietnia – Franciszek Bednarski, polski oficer (zm. 1940)
- 4 kwietnia – John Kotelawala, cejloński polityk, premier Cejlonu (zm. 1980)
- 11 kwietnia – Jakub Kern, austriacki norbertanin, błogosławiony katolicki (zm. 1924)
- 12 kwietnia – Matylda Ogórkówna, członkini Polskiej Organizacji Wojskowej, prawdopodobnie jedyna kobieta walcząca z bronią w ręku w czasie powstań śląskich (zm. 1940)
- 19 kwietnia – Jan Wallah-Daszkiewicz, polski działacz społeczny, komornik, żołnierz, kawaler Virtuti Militari (zm. ?)
- 24 kwietnia:
  - Manuel Ávila Camacho, meksykański polityk, prezydent Meksyku (zm. 1955)
  - Benjamin Lee Whorf, amerykański językoznawca, wykładowca akademicki (zm. 1941)
- 25 kwietnia:
  - Antoni Bartkowiak, polski podporucznik pilot (zm. 1922)
  - Fletcher Pratt, amerykański historyk, pisarz (zm. 1956)
  - Maria Windsor, księżniczka brytyjska (zm. 1965)
- 26 kwietnia:
  - Olga Czechowa, rosyjska aktorka pochodzenia niemieckiego (zm. 1980)
  - Alphonse Higelin, francuski gimnastyk (zm. 1981)
  - Douglas Sirk, niemiecki reżyser i scenarzysta filmowy (zm. 1987)
  - Irena Skwierczyńska, polska aktorka (zm. 1984)
- 30 kwietnia – Dina Belanger, kanadyjska zakonnica, mistyczka, błogosławiona katolicka (zm. 1929)
- 18 maja – Frank Capra, amerykański reżyser filmowy pochodzenia włoskiego (zm. 1991)
- 19 kwietnia – Jirōemon Kimura, najstarszy człowiek świata (zm. 2013)
- 1 maja – Lauritz Schmidt, norweski żeglarz, medalista olimpijski (zm. 1970)
- 2 maja – Anthonij Guépin, holenderski żeglarz, medalista olimpijski (zm. 1964)
- 4 maja – Helena Więckowska, polska historyk, bibliolog, profesor (zm. 1984)
- 15 maja – Bolesław Marzec, polski oficer, kawaler Virtuti Militari (zm. ?)
- 16 maja – Leon Panczakiewicz, polski oficer (zm. 1940)
- 20 maja:
  - Zbigniew Bielański, major intendent Wojska Polskiego (zm. 1938)
  - Oswald Thomsen, niemiecki żeglarz, olimpijczyk (zm. 1986)
- 21 maja – Rudolf Křenek, czechosłowacki piłkarz, trener (zm. 1981)
- 22 maja:
  - Stanisław Ossowski, polski socjolog, współtwórca Polskiego Towarzystwa Socjologicznego (zm. 1963)
  - Henryk Zakrzewski, polski działacz spółdzielczy, prezydent Gdyni (zm. ?)
- 27 maja – Dink Templeton, amerykański sportowiec i trener, medalista olimpijski (zm. 1962)
- 30 maja – Marta Kłapowa, polska nauczycielka, działaczka narodowa i społeczna (zm. 1977)[1]
- 7 czerwca – Helena Jurgielewicz, polska wszechstronna sportsmenka, pierwsza kobieta z dyplomem weterynaryjnym (zm. 1980)
- 8 czerwca – Alice Elizabeth Foley Anderson, australijska bizneswoman, popularyzatorska motoryzacji (zm. 1926)
- 10 czerwca:
  - Józefa Rajmunda Masia Ferragut, hiszpańska augustianka, męczennica, błogosławiona katolicka (zm. 1936)
  - Tatiana Romanowa, wielka księżna rosyjska, córka cesarza Mikołaja II, święta prawosławna (zm. 1918)
- 13 czerwca – Stefan Wolas, polski związkowiec, prezydent Krakowa (zm. 1976)
- 22 czerwca – Henryk Dobrzański, pseudonim Hubal, polski wojskowy, olimpijczyk (zm. 1940)
- 24 czerwca
  - Yngve Lindqvist, szwedzki żeglarz, olimpijczyk (zm. 1937)
  - Adrienne Thomas, niemiecka pisarka (zm. 1980)
- 2 lipca – Eugeniusz Pepłowski, polski oficer, kawaler Virtuti Militari (zm. 1941)
- 7 lipca – Caesar Mannelli, amerykański sportowiec, medalista olimpijski (zm. 1936)
- 12 lipca – Maria Scholastyka Rivata, pierwsza przełożona Uczennic Boskiego Mistrza, Sługa Boża (zm. 1987)
- 13 lipca – Henryk Grot, polski rewolucjonista, działacz komunistyczny (zm. 1972)
- 15 lipca – Henryk Gumol, podoficer Legionów Polskich, kawaler Orderu Virtuti Militari (zm. 1916)
- 18 lipca – Henri Galau, francuski rugbysta, medalista olimpijski (zm. 1950)
- 20 lipca – Tadeusz Reichstein, szwajcarski biochemik, laureat Nagrody Nobla w 1950 roku (zm. 1996)
- 21 lipca – John Marshall Butler, amerykański prawnik, polityk, senator ze stanu Maryland (zm. 1978)
- 22 lipca – Ryszard Dreszer, polski psychiatra (zm. 1968)
- 24 lipca – Amelia Earhart, amerykańska pilotka, dziennikarka, pierwsza kobieta, która pokonała Atlantyk (zm. 1937)
- 25 lipca – Gösta Bengtsson, szwedzki żeglarz, medalista olimpijski (zm. 1984)
- 26 lipca
  - Jakub Gapp, austriacki marianista, męczennik, błogosławiony katolicki (zm. 1943)
  - Henryk Grzondziel, polski duchowny katolicki, biskup pomocniczy opolski (zm. 1968)
- 28 lipca – Henryk Reyman, działacz sportowy, podpułkownik Wojska Polskiego (zm. 1963)
- 2 sierpnia
  - Maria Brydzińska, polska aktorka, tancerka (zm. 1990)
  - Ryszard Pampuri, włoski lekarz, bonifrater, święty katolicki (zm. 1930)
- 4 sierpnia – Czesław Szperka, polski oficer, kawaler Orderu Virtuti Militari (zm. ?)
- 12 sierpnia – Helena Słoniewska, polska psycholog, naukowiec (zm. 1982)
- 17 sierpnia – Maria Crescencia Perez, zakonnica, błogosławiona katolicka (zm. 1932)
- 22 sierpnia – Elisabeth Bergner, austriacka aktorka (zm. 1986)
- 24 sierpnia – Robert Devereaux, amerykański sportowiec, medalista olimpijski (zm. 1974)
- 25 sierpnia – Klara Segałowicz, polska aktorka pochodzenia żydowskiego (zm. 1943)
- 5 września – Wacław Matyszczak, podchorąży Wojska Polskiego, kawaler Virtuti Militari (zm. ?)
- 6 września – Klemens Vismara, włoski duchowny katolicki, misjonarz w Birmie, błogosławiony (zm. 1988)
- 12 września – Irène Joliot-Curie, francuska fizyk jądrowy (zm. 1956)
- 16 września – Wacław Kuchar, polski wszechstronny sportowiec, olimpijczyk (zm. 1981)
- 22 września – Franciszek Lewcio, polski żołnierz zawodowy, pułkownik, odznaczony Orderem Virtuti Militari (zamordowany w 1940 w Charkowie)
- 25 września:
  - Anna-Lisa Baude, szwedzka aktorka (zm. 1968)
  - William Faulkner, pisarz amerykański (zm. 1962)
  - Wacław Figurski, polski rewolucjonista i działacz komunistyczny (zm. 1977)
- 26 września – Paweł VI, papież (zm. 1978)
- 8 października – Franciszek Jop, polski duchowny katolicki, biskup opolski (zm. 1976)
- 9 października – Bonawentura Esteve Flores, hiszpański kapucyn, męczennik, błogosławiony katolicki (zm. 1936)
- 12 października – Antoni Czabański, major żandarmerii Wojska Polskiego, kawaler Virtuti Militari (zm. 1948)
- 14 października – Alicja Dorabialska, polska fizykochemik, wykładowczyni akademicka (zm. 1975)
- 21 października
  - Rudolf Geyer, oficer zawodowy piechoty, odznaczony Virtuti Militari (zm. 1940 – zamordowany w Charkowie)
  - Andrzej Wronka, polski duchowny katolicki, biskup pomocniczy wrocławski (zm. 1974)
- 23 października – Jean Bayard, francuski rugbysta, medalista olimpijski (zm. 1995)
- 26 października – William Harris, amerykański pływak (zm. 1961)
- 30 października – Agustín Lara, meksykański kompozytor (zm. 1970)
- 1 listopada – Zygmunt Myszkowski, polski stolarz, odznaczony Orderem Virtuti Militari (zm. ?)
- 6 listopada – Helena Kornella, polska lekarka, urolog (zm. 1992)
- 7 listopada:
  - Herman J. Mankiewicz, amerykański pisarz, scenarzysta i producent filmowy pochodzenia żydowskiego (zm. 1953)
  - Niels Otto Møller, duński żeglarz, medalista olimpijski (zm. 1966)
- 9 listopada – Ronald Norrish, brytyjski chemik, noblista (zm. 1978)
- 11 listopada – Aleksander Drzewiecki polski skrzypek, trębacz, wachmistrz zawodowy Wojska Polskiego, altowiolista Filharmonii Pomorskiej w Bydgoszczy, powstaniec wielkopolski (zm. 1960)
- 13 listopada – Stanisław Czajka, polski duchowny katolicki, biskup pomocniczy częstochowski (zm. 1965)
- 17 listopada – Antoni Grudziński, pułkownik dyplomowany kawalerii Wojska Polskiego (zm. 1981)
- 20 listopada – Margaret Sutherland, australijska kompozytorka i pianistka (zm. 1984)[2]
- 21 listopada – Aleksander Sulewski, polski oficer, kawaler Orderu Virtuti Militari (zm. ?)
- 28 listopada – Kazimierz Andrzej Jaworski, polski poeta, wydawca, tłumacz, pedagog (zm. 1973)
- 2 grudnia – Franciszek Stoltman, polski policjant i wojskowy, kawaler Orderu Virtuti Militari (zm. ?)
- 3 grudnia – Stefan Grzebalski, polski prawnik (zm. 1944)
- 6 grudnia – Milton Young, amerykański polityk, senator ze stanu Dakota Północna (zm. 1983)
- 11 grudnia – Amalia Abad Casasempere, hiszpańska działaczka Akcji Katolickiej, męczennica, błogosławiona katolicka (zm. 1936)
- 14 grudnia – Margaret Chase Smith, amerykańska polityk, senator ze stanu Maine (zm. 1995)
- 15 grudnia – Walerian Śliwiński, starszy przodownik Policji Państwowej (zm. 1941)
- 17 grudnia
  - Władysław Broniewski, polski poeta (zm. 1962)
  - Anna Iwaszkiewicz, polska pisarka i tłumaczka literacka (zm. 1979)
- 19 grudnia – Stefan Sroka, podoficer Wojska Polskiego, odznaczony Orderem Virtuti Militari (zm. 1958)
- 21 grudnia – Adolf Bautze, organista, dyrygent orkiestr i chórów, propagandysta (zm. 1965)
- 29 grudnia – Hermann Heiss, niemiecki kompozytor, pedagog i teoretyk muzyki (zm. 1966)

## Święta ruchome
- Tłusty czwartek: 25 lutego
- Ostatki: 2 marca
- Popielec: 3 marca
- Niedziela Palmowa: 11 kwietnia
- Pamiątka śmierci Jezusa Chrystusa: 15 kwietnia
- Wielki Czwartek: 15 kwietnia
- Wielki Piątek: 16 kwietnia
- Wielka Sobota: 17 kwietnia
- Wielkanoc: 18 kwietnia
- Poniedziałek Wielkanocny: 19 kwietnia
- Wniebowstąpienie Pańskie: 27 maja
- Zesłanie Ducha Świętego: 6 czerwca
- Boże Ciało: 17 czerwca